# عبد الرحمن سيساكو
عبد الرحمن سيساكو (بالفرنسية: Abderrahmane Sissako)‏ (13 أكتوبر 1961 - الآن) مخرج ومنتج سينمائي موريتاني ولد في مدينة كيفة سنة 1961 م.
أشتهر بأعماله السينمائية التي تتناول الصعوبات التي يلاقيها الأفارقة من فقر وهجرة وبطالة وفراغ وارهاب.
من أهم أفلامه فيلم تمبكتو و الذي تحصل على العديد من الجوائز العالمية.

## أفلامه
- 2024 شاي أسود
- 2014 تمبكتو
- 2006 باماكو
- 2002 في انتظار السعادة
- 1998 الحياة على الأرض
- 1997 روستوف-لواندا
- 1996 الصابرية

## روابط خارجية
- عبد الرحمن سيساكو على موقع IMDb (الإنجليزية)
- عبد الرحمن سيساكو على موقع مونزينجر (الألمانية)
- عبد الرحمن سيساكو على موقع قاعدة بيانات الأفلام العربية
- عبد الرحمن سيساكو على موقع ألو سيني (الفرنسية)
- عبد الرحمن سيساكو على موقع أول موفي (الإنجليزية)
- عبد الرحمن سيساكو على موقع قاعدة بيانات الأفلام السويدية (السويدية)
- عبد الرحمن سيساكو على موقع قاعدة بيانات الفيلم (الإنجليزية)
- عبد الرحمن سيساكو على موقع كينوبويسك (الروسية)